# マンムート (レーダー)

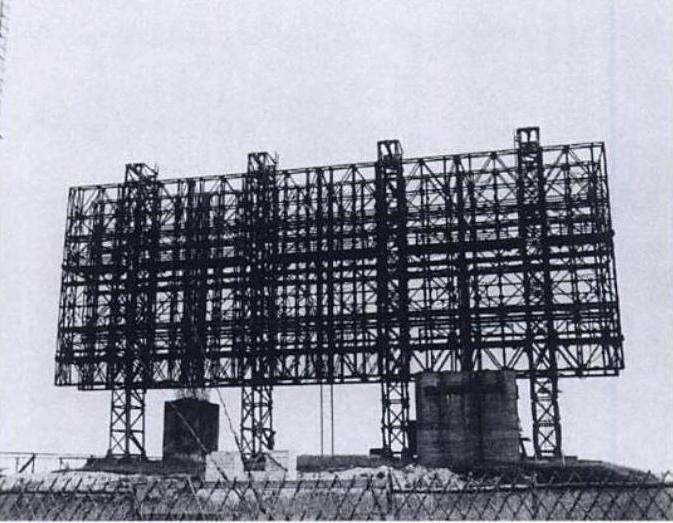
ドイツ空軍仕様の「マンモス」。

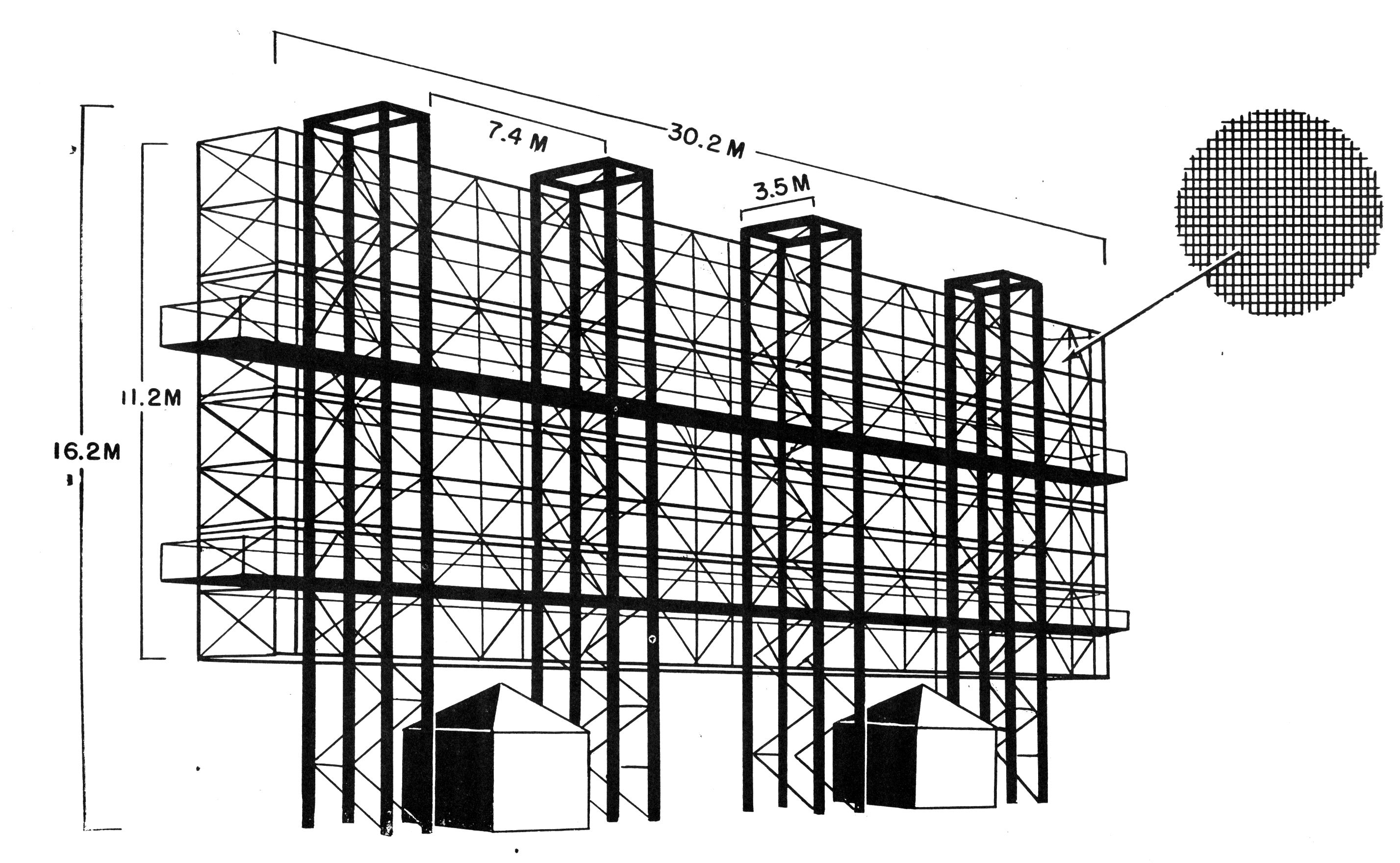
FuMG-41/42「マンモス」、4本のマストを備えたドイツ空軍仕様。

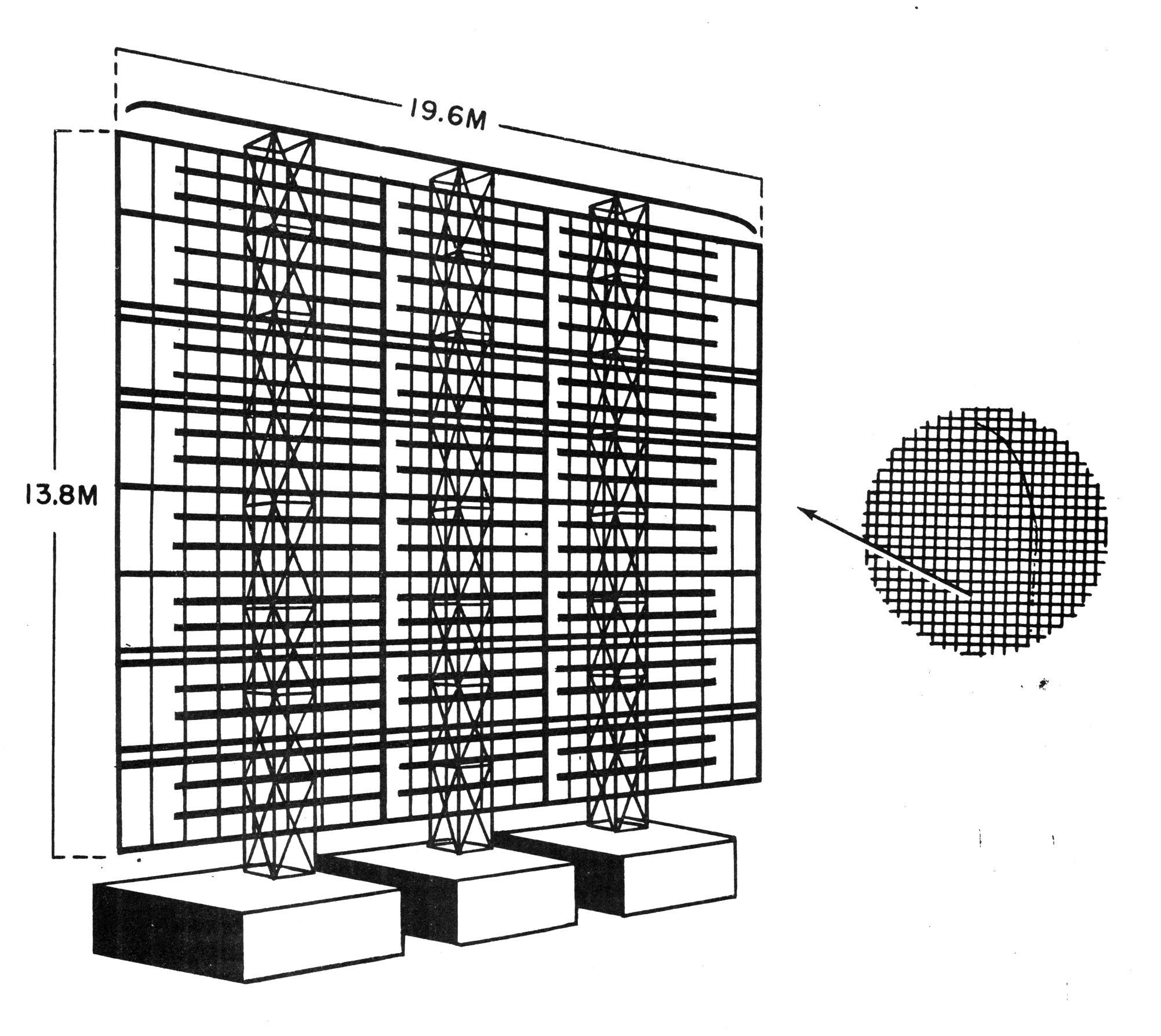
FMO51/52「ゼータクト」、3本のマストを備えたドイツ海軍仕様。

FuMG41/42マンムート（Mammut、マンモスの意味、ドイツ空軍の呼称）、またはFMO51/52ゼータクト（海軍の呼称）はGEMAが開発・製造した遠隔捜索レーダーシステムで、2つのフライヤ装置に8つ（または6つ）のフライヤアンテナアレイを相互接続したものであった。これにより、高度8000m、距離300kmの目標を見つけることができた。アンテナは常設されていた。指向性ビームは電子的に±60°旋回させることができた。世界初のフェーズドアレイレーダーである。
イギリスの迷彩指定は「ホーディング」であったが、これは「ビルボード」や「掲示板」のような意味であり、おそらくこの装置の典型的な形状を暗示している。終戦直前の1945年4月20日の報告書では、電波偵察隊は、これらは実験用のサンプルに過ぎず、実戦投入されることはなかったという誤った見解を示している。

## 性能諸元
| 送信周波数         | 116–146 MHz                               |
| 送信パルス電力     | 20 kW                                     |
| パルス持続時間     | 2–3,5 μs                                  |
| 旋回範囲           | ±60° （電子制御による）                   |
| 送信ビーム幅       | 0,5°                                      |
| 解像               | 300 m                                     |
| 電源               | 主電源電圧と非常用発電機                  |
| アンテナの寸法     | 30 m × 16 m（空軍）、 20 m × 14 m（海軍） |
| 重量               | 不明                                      |
| チューブアセンブリ | フライヤに似ている                        |
| 哨戒範囲           | 有効範囲 325 km                           |